# 송용진
송용진(1976년 2월 26일 ~ )은 대한민국의 가수이자 배우이다.

## 학력
- 상명대학교 문화기술대학원 뮤직테크놀러지학과 석사
- 한신대학교 철학과 학사
- 서울예술대학 실용음악과

## 출연작

### 영화
- 《요가학원: 죽음의 쿤달리니》 (2020년) - 명철 역
- 《애월》 (2019년) - 수현 역
- 《두 번의 결혼식과 한 번의 장례식》 (2012년) - 석 역
- 《신성 가족》 (2001년)
- 《주유소 습격 사건》 (1999년) - 딴따라 밴드 보컬 역

### 뮤지컬
- 《보도지침》
- 《거미여인의 키스》
- 《뿌리 깊은 나무》
- 《신과 함께 저승편》
- 《더 데빌》
- 《서편제》
- 《셜록 홈즈 2》
- 《마마 돈 크라이》
- 《넌센스 A-men》
- 《뮤직 오브 더 나잇》
- 《구텐버그》
- 《투모로우 모닝》
- 《노래 불러주는 남자》
- 《오디션》
- 《셜록 홈즈》
- 《라디오스타》
- 《올슉업》
- 《치어걸을 찾아서》
- 《형제는 용감했다》
- 《온에어》
- 《펌프보이즈》
- 《젊음의 행진》
- 《하드락카페》
- 《컨페션》
- 《알타보이즈》
- 《밴디트》
- 《헤드윅》
- 《로키호러픽쳐쇼》
- 《렌트》
- 《그리스》
- 《포비든 플래닛》
- 《록햄릿》

### 연극
- 《안녕, 여름》
- 《나쁜자석》

## 음반
- 《Yura》 (2010년)

쿠바
- 《Muse》 (2015년)
- 《Mood Swing》 (2015년)
- 《Super Action Hero》 (2015년)
- 《Trace (흔적)》 (2015년)
- 《New Wrestler》 (2014년)
- 《CUROPA (쿠로파)》 (2012년)
- 《People》 (1998년)